# Исаев, Олег Николаевич (Герой Российской Федерации)
Олег Николаевич Исаев (14 января 1964, дер. Старый Кушкет, СССР — 5 мая 1996, Урус-Мартановский район, Чечня) — советский и российский военнослужащий, майор, участник Первой чеченской войны, Герой Российской Федерации (1996, посмертно). Штурман экипажа 368-го отдельного штурмового авиационного полка 4-й воздушной армии.

## Биография
Родился 14 января 1964 года в деревне Старый Кушкет Балтасинского района Татарской АССР. Удмурт. Отец — Николай Степанович, мать — Вера Петровна. Окончил 8 классов в школе с соседнем селе Средний Кушкет, затем поступил в Арское педагогическое училище по специальности учителя начальных классов, после работал учителем начальных классов в восьмилетней Иштуганской начальной школе (Сабинский район).
В 1980 году был призван в армию, присягу принимал (и служил) в Красноярске, в том же году поступил в Борисоглебское высшее военное авиационное училище лётчиков имени Валерия Чкалова, окончив его 1984 году. Служил в частях ВВС в Северо-Кавказском военном округе, после в Азербайджане, Германии, Воронеже. С 1993 года — в 368-м отдельном штурмовом авиационном полку, дислоцированном в городе Будённовске Ставропольского края (в/ч 11580). На счету Исаева более ста боевых вылетов в Афганистан, Чечню, Таджикистан.
С ноября 1994 года участвовал в Первой чеченской войне. Летал на Су-25УБ, совершил свыше 100 (по другим данным — 66) боевых вылетов, уничтожил 3 танка, 15 единиц автомобильной и боевой техники, 3 зенитных ракетных установки с расчётами.
4 апреля 1996 года прикрывал однополчанина — катапультировавшегося из сбитого самолёта майора А. В. Матвиенко, ведя огонь и не давая противнику подойти, затем прикрывал огнём действия спасательного вертолёта.
Во время одного из вылетов попал под обстрел, но он сумел приземлиться на сильно повреждённой машине и спасти самолёт. За это он получил именные часы министра обороны России «за верность воинскому делу и умелое управление боевой техникой».
В боевом вылете 5 мая 1996 года вместе с командиром экипажа полковником И. В. Свиридовым с воздуха обнаружил скопление противника в Урус-Мартановском районе Чечни, по которым немедленно был нанесён ракетно-бомбовый удар, в ходе которого были уничтожены 2 БТР, 2 автомашины и до 30 человек. Штурмовик был сбит ракетой из ПЗРК. Лётчики погибли при взрыве.
За мужество и героизм, проявленные при выполнении специального задания, указом Президента Российской Федерации № 886 от 13 (по другим данным — 26-го) июня 1996 года майору Исаеву Олегу Николаевичу присвоено звание Героя Российской Федерации (посмертно).
Похоронен на Аллее Героев Коминтерновского кладбища в Воронеже.
Награждён медалями.
На здании школы в селе Средний Кушкет установлена мемориальная доска. На въезде в деревню Старый Кушкет установлен памятный стенд-указатель. В декабре 2013 года на здании Арского педагогического колледжа открыта мемориальная доска. 9 мая 2024 года в родном селе Старый Кушкет прошло торжественное мероприятие открытию бюста.

## Семья
Отец — Николай Степанович, мать — Вера Петровна, четверо братьев и сестёр. Жена, сын (проживают в Воронеже).